# Bahnradsport-Europameisterschaften 2013

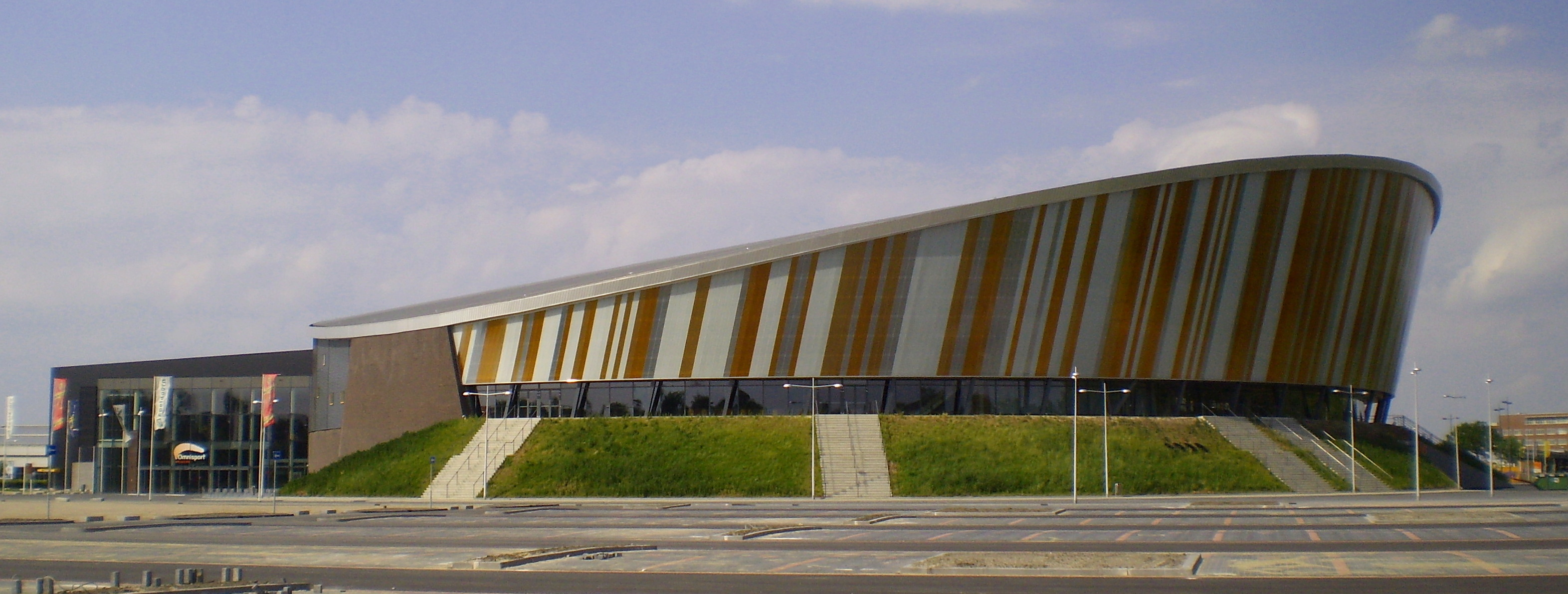
Omnisport Apeldoorn

Die Bahnradsport-Europameisterschaften 2013 (European Elite Track Championships) fanden vom 18. bis 20. Oktober 2013 im niederländischen Apeldoorn statt. Im 2008 eröffneten „Omnisport“, das über eine 250 m lange Holzbahn verfügt, wurden zwei Jahre zuvor schon einmal die Bahn-Europameisterschaften ausgetragen.

## Zeitplan
| Datum                | Disziplinen Männer                              | Disziplinen Frauen                                             |
| -------------------- | ----------------------------------------------- | -------------------------------------------------------------- |
| Freitag, 18. Oktober | Mannschaftsverfolgung, Teamsprint, Punktefahren | Mannschaftsverfolgung, Teamsprint, Punktefahren                |
| Samstag, 19. Oktober | Sprint                                          | Sprint                                                         |
| Sonntag, 20. Oktober | Keirin, Omnium, 1000-Meter-Zeitfahren           | Keirin, Omnium, 500-Meter-Zeitfahren, Zweier-Mannschaftsfahren |

## Resultate

### Sprint
| Männer |                     |              |          |
| #      | Name                | Nationalität | Zeit (s) |
|        | Denis Dmitrijew     | RUS          |          |
|        | Robert Förstemann   | GER          |          |
|        | Jason Kenny         | GBR          |          |
| 4      | Stefan Bötticher    | GER          |          |
| 5      | Hugo Haak           | NED          |          |
| 6      | Nikita Schurschin   | RUS          |          |
| 7      | Damian Zieliński    | POL          |          |
| 8      | José Moreno Sánchez | ESP          |          |

| Frauen |                     |              |          |
| #      | Name                | Nationalität | Zeit (s) |
|        | Kristina Vogel      | GER          |          |
|        | Elis Ligtlee        | NED          |          |
|        | Jessica Varnish     | GBR          |          |
| 4      | Virginie Cueff      | FRA          |          |
| 5      | Tania Calvo         | ESP          |          |
| 6      | Olivia Montauban    | FRA          |          |
| 7      | Victoria Williamson | GBR          |          |
| 8      | Shanne Braspennincx | NED          |          |

### Keirin
| Männer |                    |              |
| #      | Name               | Nationalität |
|        | Maximilian Levy    | GER          |
|        | Jason Kenny        | GBR          |
|        | François Pervis    | FRA          |
| 4      | Adam Ptáčník       | POL          |
| 5      | Denis Dmitrijew    | RUS          |
| 6      | Quentin Lafargue   | FRA          |
| 7      | Stefan Bötticher   | GER          |
| 8      | Matthew Crampton   | GBR          |
| 9      | Pavel Kelemen      | CZE          |
| 10     | Christos Volikakis | GRE          |

| Frauen |                     |              |
| #      | Name                | Nationalität |
|        | Elis Ligtlee        | NED          |
|        | Kristina Vogel      | GER          |
|        | Virginie Cueff      | FRA          |
| 4      | Olena Zjos          | UKR          |
| 5      | Yesna Rijkhoff      | NED          |
| 6      | Jelena Breschniwa   | RUS          |
| 7      | Rebecca James       | GBR          |
| 8      | Helena Casas        | ESP          |
| 9      | Victoria Williamson | GBR          |
| 10     | Tania Calvo         | ESP          |

### Teamsprint
| Männer |                                                    |              |          |
| #      | Name                                               | Nationalität | Zeit (s) |
|        | René Enders Robert Förstemann Maximilian Levy      | GER          | 43,636   |
|        | Grégory Baugé Michaël D’Almeida François Pervis    | FRA          | 43,902   |
|        | Denis Dmitrijew Andrei Kubejew Pawel Jakuschewski  | RUS          | 44,537   |
| 4      | Kian Emadi Philip Hindes Jason Kenny               | GBR          | 44,670   |
| 5      | Grzegorz Drejgier Kamil Kuczyński Krzysztof Maksel | POL          | 44,774   |
| 6      | Hodei Uria José Moreno Sánchez Juan Peralta        | ESP          | 44,794   |
| 7      | Matthijs Büchli Hugo Haak Jeffrey Hoogland         | NED          | 44,807   |
| 8      | Tomáš Bábek Pavel Kelemen Adam Ptáčník             | CZE          | 45,457   |

| Frauen |                                     |              |          |
| #      | Name                                | Nationalität | Zeit (s) |
|        | Jelena Breschniwa Olga Strelzowa    | RUS          | 33,563   |
|        | Kristina Vogel Miriam Welte         | GER          | 33,598   |
|        | Rebecca James Jessica Varnish       | GBR          | 33,771   |
| 4      | Shanne Braspennincx Elis Ligtlee    | NED          | 34,235   |
| 5      | Tania Calvo Helena Casas            | ESP          | 34,110   |
| 6      | Sandie Clair Virginie Cueff         | FRA          | 34,216   |
| 7      | Katarzyna Kirschenstein Urszula Łoś | POL          | 36,476   |
| 8      | Tetjana Klimtschenko Olena Zjos     | UKR          | 36,517   |

### Mannschaftsverfolgung
| Männer |                                                                        |              |            |
| #      | Name                                                                   | Nationalität | Zeit (min) |
|        | Steven Burke Ed Clancy Owain Doull Andrew Tennant                      | GBR          | 4:02,258   |
|        | Artur Jerschow Iwan Kowaljow Jewgeni Kowaljow Alexander Serow          | RUS          | 4:02,460   |
|        | Dion Beukeboom Roy Eefting Jenning Huizenga Tim Veldt                  | NED          | 4:04,993   |
| 4      | Sebastián Mora David Muntaner Eloy Teruel Albert Torres                | ESP          | 4:05,605   |
| 5      | Liam Bertazzo Marco Coledan Paolo Simion Elia Viviani                  | ITA          | 4:07,614   |
| 6      | Jasper De Buyst Kenny De Ketele Moreno De Pauw Gijs Van Hoecke         | BEL          | 4:07,952   |
| 7      | Olivier Beer Loïc Perizzolo Tom Bohli Kilian Moser                     | SUI          | 4:10,584   |
| 8      | Casper von Folsach Anders Holm Mathias Krigbaum Mathias Møller Nielsen | DEN          | 4:11,057   |

| Frauen |                                                                         |              |             |
| #      | Name                                                                    | Nationalität | Zeit (min)  |
|        | Laura Trott Katie Archibald Elinor Barker Danielle King                 | GBR          | 4:26,556 WR |
|        | Katarzyna Pawłowska Edyta Jasińska Eugenia Bujak Małgorzata Wojtyra     | POL          | 4:35,957    |
|        | Alexandra Tschekina Jewgenija Romanjuta Gulnas Badykowa Marija Mischina | RUS          | 4:34,491    |
| 4      | Jolien D’hoore Evelyn Arys Els Belmans Kelly Druyts                     | BEL          | 4:43,337    |
| 5      | Anna Nahirna Iwanna Borowytschenko Walerija Kononeko Hanna Solowej      | UKR          | 4:41.990    |
| 6      | Simona Frapporti Beatrice Bartelloni Elena Cecchini Chiara Vannuzzi     | ITA          | 4:42.073    |
| 7      | Wolha Massiukowitsch Polina Vivavarawa Ina Sawenka Marina Schmajonkowa  | BLR          | 4:44.195    |
| 8      | Mieke Kröger Lisa Fischer Lisa Küllmer Stephanie Pohl                   | GER          | 4:44.241    |

### Punktefahren
| Männer |                       |              |        |
| #      | Name                  | Nationalität | Punkte |
|        | Elia Viviani          | ITA          | 76     |
|        | Thomas Boudat         | FRA          | 64     |
|        | Eloy Teruel           | ESP          | 51     |
| 4      | Kenny De Ketele       | BEL          | 33     |
| 5      | Sebastián Mora        | ESP          | 31     |
| 6      | Wim Stroetinga        | NED          | 30     |
| 7      | Milan Kadlec          | CZE          | 29     |
| 8      | Wojciech Pszczolarski | POL          | 27     |
| 9      | Kirill Sweschnikow    | RUS          | 25     |
| 10     | Anton Musytschkin     | BLR          | 24     |

| Frauen |                           |              |        |
| #      | Name                      | Nationalität | Punkte |
|        | Kirsten Wild              | NED          | 15     |
|        | Danielle King             | GBR          | 14     |
|        | Leire Olaberria           | ESP          | 13     |
| 4      | Julie Leth                | DEN          | 11     |
| 5      | Stephanie Pohl            | GER          | 10     |
| 6      | Jarmila Machačová         | CZE          | 9      |
| 7      | Elena Cecchini            | ITA          | 7      |
| 8      | Eugenia Bujak             | POL          | 6      |
| 9      | Maria Giulia Confalonieri | ITA          | 5      |
| 10     | Ina Sawenka               | BLR          | 4      |

Bei gleicher Punktzahl entscheidet die Platzierung im Ziel über den Gesamtrang.

### Omnium
| Männer |                     |              |        |
| #      | Name                | Nationalität | Punkte |
|        | Wiktor Manakow      | RUS          | 14     |
|        | Tim Veldt           | NED          | 29     |
|        | Martyn Irvine       | IRL          | 40     |
| 4      | Jasper De Buyst     | BEL          | 40     |
| 5      | Sam Harrison        | GBR          | 41     |
| 6      | Olivier Beer        | SUI          | 43     |
| 7      | Casper von Folsach  | DEN          | 46     |
| 8      | Unai Elorriaga      | ESP          | 48     |
| 9      | Alois Kaňkovský     | CZE          | 51     |
| 10     | Ioannis Spanopoulos | GRE          | 58     |

| Frauen |                   |              |        |
| #      | Name              | Nationalität | Punkte |
|        | Laura Trott       | GBR          | 15     |
|        | Kirsten Wild      | NED          | 15     |
|        | Jolien D’hoore    | BEL          | 18     |
| 4      | Laurie Berthon    | FRA          | 38     |
| 5      | Tamara Balabolina | RUS          | 39     |
| 6      | Leire Olaberria   | ESP          | 40     |
| 7      | Anna Nahirna      | UKR          | 45     |
| 8      | Aušrinė Trebaitė  | LTU          | 51     |
| 9      | Simona Frapporti  | ITA          | 55     |
| 10     | Caroline Ryan     | IRL          | 62     |

### Madison
| Männer |                                  |              |              |
| #      | Name                             | Nationalität | Punkte       |
|        | Liam Bertazzo Elia Viviani       | ITA          | 21           |
|        | David Muntaner Albert Torres     | ESP          | 20           |
|        | Kenny De Ketele Gijs Van Hoecke  | BEL          | - 1 Runde 11 |
| 4      | Paolo Simion Michele Scartezzini | ITA          | - 1 Runde 11 |
| 5      | Andreas Graf Patrick Konrad      | AUT          | - 1 Runde 8  |
| 6      | Milan Kadlec Martin Hačecký      | CZE          | - 1 Runde 8  |
| 7      | Moreno De Pauw Otto Vergaerde    | BEL          | - 1 Runde 8  |
| 8      | Tristan Marguet Claudio Imhof    | SUI          | - 1 Runde 6  |
| 9      | Asier Maeztu Sebastián Mora      | ESP          | - 1 Runde 5  |
| 10     | Damien Gaudin Sébastien Turgot   | FRA          | - 1 Runde 4  |

## Medaillenspiegel
| Rang  | Land                   | Gold | Silber | Bronze | Gesamt |
| ----- | ---------------------- | ---- | ------ | ------ | ------ |
| 1     | Deutschland            | 3    | 3      | 0      | 6      |
| 2     | Vereinigtes Königreich | 3    | 2      | 3      | 8      |
| 3     | Russland               | 3    | 1      | 2      | 6      |
| 4     | Niederlande            | 2    | 3      | 1      | 6      |
| 5     | Italien                | 2    | 0      | 0      | 2      |
| 6     | Frankreich             | 0    | 2      | 2      | 4      |
| 7     | Spanien                | 0    | 1      | 2      | 3      |
| 8     | Polen                  | 0    | 1      | 0      | 1      |
| 9     | Belgien                | 0    | 0      | 2      | 2      |
| 10    | Irland                 | 0    | 0      | 1      | 1      |
| Total | Total                  | 12   | 12     | 12     | 36     |

## Aufgebote

### Deutschland
- Kurzzeit Männer: Maximilian Levy (Cottbus), Robert Förstemann (Gera), René Enders (Erfurt), Stefan Bötticher (Breitenworbis), Tobias Wächter (Schwerin)
- Sprint Frauen: Kristina Vogel (Erfurt), Miriam Welte (Otterbach)
- Ausdauer Männer: Lucas Liß (Bergkamen), Maximilian Beyer (Berlin), Henning Bommel (Berlin), Kersten Thiele (Sinsheim), Theo Reinhardt (Berlin), Nils Schomber (Büttgen)
- Ausdauer Frauen: Stephanie Pohl (Cottbus), Lisa Küllmer (Bad Vilbel), Mieke Kröger (Brackwede), Lisa Fischer (Elxleben)

### Österreich
- Andreas Graf (Punkterennen, Zweier-Mannschaftsfahren), Patrick Konrad (Punkterennen, Zweier-Mannschaftsfahren), Stefan Matzner (Omnium)

### Schweiz
- Olivier Beer (Mannschaftsverfolgung, Omnium), Tom Bohli (Mannschaftsverfolgung), Claudio Imhof (Mannschaftsverfolgung, Zweier-Mannschaftsfahren, Punktefahren), Jan Keller (Mannschaftsverfolgung, Zweier-Mannschaftsfahren), Tristan Marguet (Zweier-Mannschaftsfahren, Punktefahren), Kilian Moser (Mannschaftsverfolgung), Loïc Perizzolo (Mannschaftsverfolgung, Zweier-Mannschaftsfahren)